# César Antonio Molina
César Antonio Molina Sánchez (ur. 14 września 1952 w A Coruña) – hiszpański pisarz, poeta, dziennikarz i polityk, od 2004 do 2007 dyrektor Instytutu Cervantesa, w latach 2007–2009 minister kultury.

## Życiorys
Ukończył studia prawnicze na Universidad de Santiago de Compostela oraz dziennikarskie na Uniwersytecie Complutense w Madrycie. Kształcił się również w zakresie filologii włoskiej na Uniwersytecie dla Obcokrajowców w Perugii. Doktoryzował się na podstawie pracy poświęconej hiszpańskiej prasie literackiej.
Jako dziennikarz związany głównie z czasopismami i dodatkami poświęconymi literaturze, publikował m.in. w „Cambio 16” i „Diario 16”, gdzie był zastępcą redaktora naczelnego odpowiedzialnym za dział kultury. Jako nauczyciel akademicki związany m.in. z Uniwersytetem Complutense w Madrycie i z Universidad Carlos III de Madrid, na których obejmował stanowiska profesora. Od 2004 do 2007 pełnił funkcję dyrektora Instytutu Cervantesa.
W lipcu 2007 objął urząd ministra kultury w pierwszym rządzie José Luisa Zapatero. Pozostał na tym stanowisku również w powołanym w kwietniu 2008 w drugim gabinecie dotychczasowego premiera. Zakończył urzędowanie w kwietniu 2009 w trakcie dokonanej rekonstrukcji rządu. W latach 2008–2009 z ramienia Hiszpańskiej Socjalistycznej Partii Robotniczej był posłem do Kongresu Deputowanych IX kadencji.
W 2012 został dyrektorem nowo powstałego Casa del Lector, centrum kulturalnego prowadzonego przez fundację Fundación Germán Sánchez Ruipérez
Opublikował ponad trzydzieści pozycji książkowych, w tym zbiory esejów i tomy poetyckie.